# Kanabidiol
Kanabidiol (skrajšano CBD) spada v skupino snovi, imenovanih kanabinoidi, ki se naravno pojavljajo v rastlinah konoplje. Za razliko od tetrahidrokanabinola (THC-ja), ki je najbolj znan kanabinoid, CBD nima enakega psihoaktivnega učinka, saj neposredno ne stimulira kanabinoidnih receptorjev CB1 in CB2. CBD najdemo v skoraj vseh sortah konoplje. Vsebnost snovi v rastlini se giblje od sledov do približno 95 % prisotnih kanabinoidov.

## Zgodovina
Prvi poskusi izolacije aktivne učinkovine iz konoplje segajo v 19. stoletje. Kanabidiol so prvič podrobneje preučili leta 1940 v Minnesoti. Kemijska formula CBD-js je bila pridobljena z ločevanjem od divje konoplje. Njegova struktura in stereokemična zgradba sta bili uradno določeni leta 1963.

### Veterina
Število raziskovalnih projektov in znanstvenih publikacij o kanabidiolu in drugih kanabinoidih pri hišnih ljubljenčkih se je v poznih 2010-ih povečalo; kljub temu od decembra 2020 v nobeni večji regiji ni bilo registriranih zdravil za uporabo v veterinarski medicini, pridobljenih iz konoplje in bogatih s kanabinoidi.
V ZDA in na drugih ozemljih pa so številni veterinarski nutricevtski izdelki na voljo v prosti prodaji (OTC). Pomanjkanje jasnosti v predpisih, ki urejajo veterinarska prehranska dopolnila iz konoplje, omogoča, da trg preplavijo proizvodi dvomljive kakovosti, kar lahko predstavlja tveganje za dobro počutje hišnih ljubljenčkov in lastnikov.
Da bi bolje razumeli koristi CBD in povezanih spojin za kakovost življenja živali, so podjetja, specializirana za izdelke CBD za živali, financirala raziskovalne projekte.

## Učinki
Leta 2017 je Svetovna zdravstvena organizacija CBD razglasila za sestavino, ki ne povzroča odvisnosti, z dobrim varnostnim profilom in terapevtskimi koristmi.
Od leta 2019 so se pojavili dokazi, da ima kanabidiol pomemben nevrološki učinek na ljudi in se uporablja v Združenih državah in Evropski uniji za zdravljenje nekaterih vrst epilepsije (Dravetov sindrom, Lennox-Gastautov sindrom, tuberozna skleroza).
Obstajajo zelo razširjene trditve, da CBD pomaga tudi pri zdravljenju sladkorne bolezni ali Parkinsonove bolezni, vendar ni znanstvenih podatkov o takih učinkih kanabidiola.